# 卡瓦莱尔马焦雷
卡瓦莱尔马焦雷（義大利語：Cavallermaggiore），是意大利库内奥省的一个市镇。总面积51平方公里，人口5462人，人口密度107.1人/平方公里（2009年）。ISTAT代码为004059。